# Wooster (Ohio)
Wooster è una città degli Stati Uniti, capoluogo della contea di Wayne, nello Stato dell'Ohio.

## Storia
La città è stata fondata nel 1808, da John Bever, William Henry e da Joseph Larwill. Prende il nome da David Wooster, generale nella Guerra d'indipendenza americana.

## Geografia fisica
Le coordinate geografiche di Wooster sono 40°48′33″N 81°56′14″W (40,809301 -81,937258). È situata a circa 80 km a SSW da Cleveland e a 56 km a sud-ovest da Akron. La città ha una superficie di 37,3 km², interamente coperta da terra. Wooster è situata a 304 m s.l.m.

## Società

### Evoluzione demografica
Abitanti censitiAnno0500010.00015.00020.00025.00030.000181018501890193019702010PopolazioneEvoluzione demografica di Wooster (Ohio)
Secondo il censimento del 2000, Wooster contava 24 811 abitanti e 6 174 famiglie residenti nella città. La densità di popolazione era di 665,17 abitanti per chilometro quadrato. Le unità abitative erano 10 674, con una media di 286,16 per chilometro quadrato. La composizione etnica contava il 92,59% di bianchi, il 3,82% di afroamericani, lo 0,26% di nativi americani, l'1,54% di asiatici e lo 0,36% di altre etnie. Gli ispanici o il latini erano l'1,07% della popolazione residente.